# 雲南兔
雲南兔（学名：Lepus comus），又稱西南兔，是一種兔子，屬兔科兔屬。它原先以为是中国的特有物种，但是2000年发现于緬甸北部。在中国分佈於中國雲南大部、四川西南部和貴州西部，多生活于田野。该物种的模式产地在云南腾冲。

## 亚种
- 云南兔指名亚种（学名：Lepus comus comus）。在中国大陆，分布于云南西部怒江河谷以西地区等地。该物种的模式产地在云南腾冲。[3]
- 云南兔彭氏亚种（学名：Lepus comus peni）。在中国大陆，分布于贵州、四川、云南等地。该物种的模式产地在云南昆明西部。[4]
- 云南兔滇中亚种（学名：Lepus comus pygmaeus）。在中国大陆，分布于云南等地。该物种的模式产地在云南丽江玉龙山。[5]

## 保护
本种于2023年被收录入《有重要生态、科学、社会价值的陆生野生动物名录》。